# Фарси (остров)
Фарси, или Эль-Фарсия (перс. جزیره فارسی‎, jazireye Farsi) — иранский остров в центре Персидского залива. База ВМС КСИР. Являлся предметом территориальных споров между Ираном и Саудовской Аравией в 1960-х гг., по итогам соглашения 1968 г. отошел Ирану, а расположенный к югу остров Эль-Арабия, вместе с Караном — Саудовской Аравии. Доступ на остров закрыт, по причине секретности, в СМИ не упоминается. Во время Танкерной войны (эпизод ирано-иракской войны) был базой иранских быстроходных катеров, наносивших удары по танкерам, идущим из Ирака и Кувейта. Административно относится к остану Бушир.